# مانوس بونجومنونگ
مانوس بونجومنونگ (تایلندی: มนัส บุญจำนงค์؛ زادهٔ ۲۳ ژوئن ۱۹۸۰) بوکسور اهل تایلند است.
از افتخارات وی میتوان به کسب مدال طلا در بازی‌های المپیک تابستانی ۲۰۰۴ و کسب مدال نقره در بازی‌های المپیک تابستانی ۲۰۰۸ اشاره کرد.